# Sagelat
Sagelat (en francès Sagelat) és un municipi francès situat al departament de la Dordonya i a la regió de la Nova Aquitània.

## Demografia
| 1962                                       | 1968 | 1975 | 1982 | 1990 | 1999 | 2007 |
| ------------------------------------------ | ---- | ---- | ---- | ---- | ---- | ---- |
| 293                                        | 261  | 253  | 302  | 300  | 323  | 352  |
| Des de 1962: població sense dobles comptes |      |      |      |      |      |      |

## Administració
| Període   | Identitat         | Partit |
| --------- | ----------------- | ------ |
| 1947-1977 | Fernand Garrouty  | SFIO   |
| 1977-2008 | Jean-Louis Peyrus |        |
| 2008-     | Olivier Merlhiot  |        |